# Jokebox
Jokebox és una sèrie d'animació catalana creada per Òscar Andreu i Òscar Dalmau, dirigida per Freddy Córdoba Schwaneberg i Roger Córdoba Schwaneberg, guió d'Òscar Andreu, Òscar Dalmau, Guillem Dols i Tomàs Fuentes, coproduïda per Televisió de Catalunya, Kotoc i Greatest Hits SL, amb la col·laboració de l'Institut Català de les Empreses Culturals (ICIC). És una sèrie d'humor per a adults que tracta els problemes quotidians de la vida: la corrupció, la mort, l'oci, etc., amb un punt de vista irònic.
Fou estrenada per TV3 el 16 d'octubre de 2011 fins al 5 de febrer de 2012. La sèrie està formada per 13 episodis de 30 minuts de duració. Cada episodi està estructurat en 12 esquetxos de curta durada, on apareixen més de 300 personatges diferents.

## Història
La idea de la sèrie es va començar a gestar el 2007. Segons declaracions de Mònica Terribas, inicialment la sèrie es deia Els extres, i la sèrie s'ha concebut amb projecció internacional. S'ha enregistrat una versió anglesa de la sèrie, amb dos intèrprets nord-americans. Per dur-la a terme, els productors compten amb el suport de l'Institut Català de les Indústries Culturals.